# Osváth Károly
Osváth Károly (Marosvásárhely, 1884. március 15. – Bonyha, 1951. április 23.) erdélyi magyar gyógyszerész, gyógyszerészeti szakíró, szerkesztő.

## Életútja
Középiskoláit szülővárosában, a Református Kollégiumban végezte, majd a budapesti egyetemen gyógyszerész diplomát szerzett (1902). Hazatérve Parajdon, majd 1913-tól Marosvásárhelyen gyógyszerész. Gyógyszertárában több új saját készítményét állította elő és forgalmazta (ezek közé tartozott az ún. "tüdőfűcukorka").
Tevékenyen részt vett a közéletben: 1920-tól titkára a Romániai Gyógyszerészek Országos Szövetsége Maros-Torda vármegyei Gyógyszerészeti Testületének, majd a Maros-Torda, Kis-Küküllő, Csík és Udvarhely megyéket magába foglaló Gyógyszerészeti Kamarának; ez utóbbinak 1925-től ügyvezető elnöke.
Tagja volt több szakfolyóirat szerkesztőbizottságának: a Pharmacia – Gyógyszerész Újság (1920–24), a Revista Farmaciei – Gyógyszerészeti Folyóirat (1923–28) c. kétnyelvű szaklapoknak, amelyekben több közleménye jelent meg.